# 推进舱
推进舱（英語：Service module、又称服务舱、仪器舱、设备舱以及资源舱等）是航天器（通常是载人飞船或货运飞船）的一个舱段和组成部分，其内部通常不加压并装载有一系列能源和生命保障系统和设备以维持飞船内部的正常运转。推进舱作为整艘飞船的能源来源，将为飞船的其他关键部分和子系统提供重要支持（例如电力系统、推进系统和生保系统等）。一般情况下，载人飞船的推进舱将会在任务完成之后与飞船的主体部分分离，并在再入大气层时燃烧殆尽。

## 设计
根据载人航天器的基本架构和功能要求，推进舱通常会搭载以下系统和设备：
- 能源系统：例如燃料电池、太阳能帆板等来为航天器提供必要的电力和能源。
- 燃料储存系统：例如液氢和液氧等来为燃料电池和水循环系统的正常运作提供重要保障（液氧同时也是加压舱段内氧气的重要来源）。
- 能源输送系统：通过加压氦气或氮气，将必要的燃料、资源和能源从推进舱输送至全船。
- 推进系统：包括主发动机、反推发动机以及维持正常运转所需要的燃料和氧化剂。
- 计算机制导系统以及相关的传感器
- 温控系统：用于控制上述系统和仪器的温度于适当水平以确保正常运转。

## 现役中的推进舱型号

### 俄羅斯

#### 服务舱（联盟号飞船）
联盟号的返回舱后端即是服务舱。其外观形似一个凸起的圆柱体。服务舱可分为两个部分：仪器段和推进段。仪器段为加压空间，其内部装载有各种仪器设备，功能包括：温度控制、电力供应、远程无线电通信、无线电遥测以及方位定向和轨道控制等等。推进段内部则不加压，主要载有一个主发动机以及液体燃料推进系统，以用于在轨机动以及返程时进入大气层之前的返回制动。 服务舱外则是定位系统的传感器和太阳能帆板。

### 中国

#### 推进舱（神舟飞船）
神舟飞船的推进舱内部装有生命维持系统以及其他为保证飞船正常运行所需的必要设备。在神舟七号飞船以前的设计中，神舟共设有两对太阳能电池板，一对位于推进舱，另一对则位于轨道舱。其总面积超过了40平方米，平均电功率超过1.5千瓦，使其成为神舟与联盟号飞船外观上最大的区别。

#### 推进舱（天舟飞船）
天舟货运飞船由密封货物舱和推进舱构成。推进舱是非密封的柱状构型，安装有电源系统、推进补加系统、测控与通信系统、主承力模块等重要平台设备。舱外安装一对半刚性太阳电池翼和一个中继天线。舱底中心安装了4个490牛轨控发动机、4个150牛正推发动机、4个平移机组。其太阳能电池板技术沿用了“天宫一号”上搭载的半刚性太阳电池帆板。

### 美国/欧盟

#### 欧洲服务舱（猎户座飞船）
欧洲服务舱是猎户座飞船的服务模块组件，将作为全船主要的动力和电力来源直到再入大气层前从指令舱分离。服务舱同时也为轨道控制、姿态调整以及紧急情况下的高空逃逸系统提供推力能源。其内部也含有各种设备以提供宇航员所需的水和氧气，获取和储存电力，并维持舱内环境和各分系统的温度。 此外，该舱还可以用于装载非加压货物和有效科学载荷。

## 过去的型号

### 已退役
- 东方号飞船设备舱
- 上升号飞船设备舱
- 双子座飞船设备舱
- 阿波罗服务舱
- 阿波罗登月舱下降段
- 天宫一/二号资源舱

### 已取消
- 载人航天运输系统（CSTS）服务舱
- 快船号航天飞机服务舱
- 赫尔墨斯号航天飞机资源舱